# Cuarta División del Ejército (Bolivia)
La Cuarta División del Ejército es una de las diez divisiones del Ejército de Bolivia. Fue creada en 1998 como Cuarta División de Monte, nombre que mantuvo hasta 2000. Su misión es la conducción de operaciones militares y su sede se localiza en el municipio de Camiri, provincia Cordillera, departamento de Santa Cruz.

## Historia
En 1932, la División se componía por tres regimientos de infantería, un regimiento de caballería y un escuadrón de aviación.
En la segunda mitad de la década de 1970, el Ejército de Bolivia adoptó una organización que incorporó cuatro cuerpos de ejército. La Cuarta División integró el II Cuerpo de Ejército hasta la disolución de este en los años noventa. En los años ochenta, la División se componía por un regimiento de infantería, uno de caballería y uno de artillería.
Organización de la década de 1990: tres regimientos de infantería, uno de caballería, uno de caballería y un batallón de ingeniería.

## Organización
Las unidades dependientes son:
- el Regimiento de Infantería 6;
- el Regimiento de Infantería 11;
- el Regimiento de Caballería 1;
- y el Regimiento de Artillería 4.